# Ottappalam
Ottappalam  es una ciudad y  municipio situada en el distrito de Palakkad en el estado de Kerala (India). Su población es de 53792 habitantes (2011). Se encuentra a orillas del río Bharathapuzha, a 32 km de Palakkad y a 37km de Thrissur.

## Demografía
Según el censo de 2011 la población de Ottappalam  era de 53792 habitantes, de los cuales 25359 eran hombres y 28433 eran mujeres. Ottappalam tiene una tasa media de alfabetización del 94,62%, superior a la media estatal del 94%. la alfabetización masculina es del 96,58%, y la alfabetización femenina del 87,07%.